# Onegai My Melody
Onegai My Melody (おねがいマイメロディ, Onegai mai merodi, e conhecido em Portugal como My Melody) é uma série de anime nipo-coreana produzida pelo Studio Comet, e baseada na personagem My Melody da Sanrio. O anime foi dirigido por Makoto Moriwaki, e produzido por Hideyuki Kachi e Kazuya Watanabe. A série foi escrita por Takashi Yamada, e os designs dos personagens foram feitos por Tomoko Miyakawa. No Japão a série estreou pela TV Osaka e pela TV Tokyo entre 3 de abril de 2005 até 26 de março de 2006, tendo 52 episódios.
Em Portugal a série estreou no Canal Panda em 2008 e somente a primeira série foi emitida.

## História dos Arcos
Onegai My Melody foi marcada como primeira série de anime do Studio Comet baseado em uma personagem da Sanrio, que ganhou três continuações oficiais, mais um mini-filme ao lado da transmissão de Jewelpet the Movie: Sweets Dance Princess nos cinemas. Isto tornou-se um grampo para o estúdio e para a Sanrio que se expandiram ainda mais para produzir Jewelpet depois da quarta série. O tema da série gira em torno de Música e Sonhos, que é referenciado para os itens mágicos My Melody e Kuromi.
A série tem um enredo cronológico em que se concentra em parar o poder do espírito das trevas cada vez ele foi revivido durante o curso do anime. Cada arco da história segue um determinado tema e inclui numerosas personagens da franquia da personagem My Melody e personagens feitos exclusivamente para o anime.
Arco Kirara
O anime Onegai♪My Melody Kirara★ de 2008 segue o primeiro arco oficial da série em ordem cronológica, a ser exibida após o fim de Onegai My Melody Sukkiri♪. Foi criado um ano antes de Kuromi e Baku se tornarem criminosos cujo único desejo era reviver o poder do espírito das trevas e gira em torno de Kirara Hoshizuki, uma garota normal que se tornou o primeiro ser humano a visitar Mary Land e a primeira garota humana que My Melody conheceu. Todo o arco envolve as origens do poder do espírito das trevas, assim como o primeiro papel de My Melody e responsabilidades de uma Garota Mágica.
Arco Uta
Onegai My Melody, Onegai My Melody ~KuruKuru Shuffle!~ e Onegai My Melody Sukkiri♪ compõem o arco Uta, que foi ao ar antes de Onegai♪My Melody Kirara★. O arco da história é definido cerca de um ano após o arco de Kiraka, após o Poder do Espírito das Trevas é derrotado pela primeira vez. Este arco também mostra My Melody que vai para o Mundo Humano, pela primeira vez e a evolução de suas habilidades, sendo a única menina que pode parar o poder do espírito das travas de destruir o Mundo Humano.
Arco Colegial
A light novel Onegal My Melody High School~ torna-se o último e final de arco da série. Ela ocorre três anos após os acontecimentos de Sukkiri♪ que incide sobre o reencontro de Uta e My Melody e suas novas aventuras na escola secundária.
Arco My Melody
A curta-metragem Onegai My Melody: Yū & Ai ocorre em uma linha de tempo diferente, ao lado de Jewelpet the Movie: Sweets Dance Princess. É também o primeiro spin-off crossover com a franquia Jewelpet, com Ruby sendo a única personagem que aparece na curta-metragem. Nele mostra como a relação entre My Melody e Kuromi.

## História

### My Melody
Um ano depois dos acontecimentos de Kirara, Kuromi e Baku estão presos em um calabouço em Mary Land, mas em seguida, faz a sua fuga, juntamente com a Melody Key e Bow Melody, mas na pressa, esquece os manuais de instruções. Elas fogem para o mundo humano e pouco depois de chegar, Kuromi descobre o poder da Melody Key, o que torna desejos realidade usando o poder das trevas. Se a pessoa que deseja desfruta do pesadelo, ele ou ela irá produzir Notas das Trevas, que prontamente Baku come para armazená-los. O que nenhum deles percebe é que quando 100 notas das trevas estão reunidas, o Poder do Espírito das Trevas será revivido para destruir o mundo humano e devorar todos os sonhos do ser humano. Porque Mary Land é formada a partir dos sonhos dos seres humanos, até mesmo o rei incompetente é capaz de sentir o perigo para seu povo. Ele dá o Melody Tact a My Melody e envia-la para o mundo humano, com a missão de coletar 100 Notas Rosas para criar o Poder do Sonho para combater o poder do espírito das trevas. Ao longo do caminho, My Melody conhece uma garota humana chamada Uta Yumeno (Mia Yumeno na versão portuguesa) e seu mundo está prestes a mudar para sempre...

### KuruKuru Shuffle
Se passa ano após Onegai My Melody, a história gira em torno de Kuromi e Baku em sua segunda fuga para o mundo humano, pois desta vez, obteve uma nova Melody Key e Melody Pick, um item associado com o Poder do Espírito das Trevas. Devido a isso, o Rei da Mary Land nomeado My Melody mais uma vez para capturar os dois fugitivos e evitar que o poder do espírito das trevas ressuscite para o segundo tempo. No mundo humano, Uta perde My Melody e pergunta o que ela está fazendo agora quando volta para Mary Land. Mas, então, um novo aluno chamado Jun Hiiragi que chegou da Inglaterra para a escola da Uta e ela percebe que ele é o irmão caçula de Keiichi. Baku e Kuromi também chegou ao mundo humano e aprende que recolheu notas das trevas que coincide com a escala Solfejo, e os seus desejos se tornem realidade e decidiu criar o caos para a cidade mais uma vez. De volta à Mary Land, Keiichi Hiiragi está sendo julgado culpado em seus crimes contra Mary Land e para compensar isso, ele deve ajudar Uta e My Melody combater a escuridão, mas em segredo, ou ele vai ser severamente punido. E até Uta e Melody para parar o renascimento do espírito do poder das Trevas, mais uma vez, antes que seja tarde demais.

### Sukkiri♪
Um ano após a segunda derrota do Poder do Espírito das Trevas, My Melody e seus amigos voltaram para Mary Land até Baku "deixar cair uma bomba" no meio do campo de flor, tirando as notas das trevas em toda a Mary Land e o mundo humano. Depois de um curto período de tempo, Mary Land tiveram sua "alta corte" e levou o Rei do trono. Quando chegou a hora de escolher o próximo governante de Mary Land, uma nota das trevas veio ao ministro, transformando-o em um "Huff-Huff" que sobra do resíduo de Dar-chan. My Melody revigora ele e é escolhida para ser uma candidata para a princesa. No entanto, ela tem que passar por um teste, girando todo o preto em Twinkle Gems para colocar em sua coroa. Assim que Kuromi ouviu isso, ela fica mais enfurecida porque ela queria se tornar a princesa também, mas, em seguida, uma mulher muito misteriosa deu a ela uma oferta intrigante. Kuromi agora tem que recolher Anger Gems e colocar em sua coroa para se tornar a Princesa das Trevas e governar sobre Mary Land. As duas decidem ir ao mundo humano em seus caminhos separados e recolhem cada nota das trevas para elas para se tornar a próxima governante de Mary Land. Não conhecendo a todos... que o espírito novamente fará a sua ascensão como ele pretende mergulhar a Terra e Mary Land na escuridão eterna.

### Kirara★
Se passa antes dos eventos do Arco Uta, Mary Land está comemorando um evento especial que envolve observando a Estrela Cadente em que se pode conceder a alguém um desejo. No mundo humano, Kirara Hoshizuki, uma garota normal é fundamental observar as estrelas à noite, até que ela foi visitada pelo rei de Mary Land, e convida-a para o seu mundo. Como o rei leva-a a Mary Land, ela conhece My Melody, pela primeira vez e se tornam amigas, pois ambas observavam as estrelas cadentes. Mas em uma situação inesperada, da estrela cadente cair na Mary Land, quebra em pedaços. Pior ainda, a passagem que liga de volta à Terra está danificado também. Durante o desastre, MY Melo e Kirara conhece o príncipe Sorara, o príncipe da estrela que tanto transformou em uma garota gigante após a estrela cadente que foi quebrada para um milhão de pedaços e My Melo e Kirara precisa coletar todas as peças da estrela cadente, tanto para Sorara e Kirara voltar para seus respectivos mundos.

### Colegial~
Após três anos após o fim da Sukkiri, Uta Yumeno, agora um estudante de segundo ano na escola, está vivendo uma vida boa no mundo humano com sua família e amigos. No entanto volta a Mary Land, Kuromi rouba um item das trevas chamado Dokurobou, que contém uma poderosa magia negra que pode mergulhar Mary Land em caos e novamente escapa para o mundo humano com o referido item. Quando ela chega ao mundo humano, ela se encontra com Uta e Kakeru Kogure mais uma vez e começa a causar problemas. Felizmente, My Melody vem para o mundo humano, bem e agora devem evitar a magia negra dentro da Dokurobou de libertar para o mundo humano.

## Personagens
Curiosamente na série, os personagens de Onegai My Melody foram ambas compostas de ambos os personagens da série original, assim como personagens feitos exclusivamente para a série. Os Dezinens da Mary Land foram pouco considerados como Bonecas de Vida, como referência a fobia de Maki em material bonito. Alguns dos personagens da série tornou-se oficial na Sanrio Canon. Por exemplo, Kuromi, que apareceu na primeira série se tornou um personagem oficial para a franquia Sanrio em 2005.
Vários personagens de outras franquias da Sanrio também aparecem no anime. Hello Kitty aparece nas eyecatches da primeira e segunda séries, enquanto Berry e Cherry aparecem como narradores para a quarta série.

### Humanos
- Uta Yumeno - A co-protagonista da série e a parceira humana de My Melody. Ela é uma estudante de 13 anos e a filha do meio das irmãs Yumeno. Foi a primeira vítima de Kuromi com a Melody Key e juntamente de suas amigas e irmãs ajuda My Melody na missão de deter Kuromi e retirar o feitiço das pessoas possuídas pela magia de Kuromi. Demonstra um amor platônico por Keiichi Hiragii (chamada por ela de Hiragii-senpai) e é obcessiva por ele.
- Miki Sakurazuka - A melhor amiga de Uta desde o jardim de infância. Ela e Uta compartilham muitos interesses e quase sempre andam juntas. Possui interesse por Hiragii assim como Uta nos primeiros episódios, porém superou isso em favor de Uta.
- Mana Fujisaki - A segunda melhor amiga de Uta. Uma menina tomboy de cabelo vermelho e curto que gosta de esportes e artes marciais e muitas vezes anda com os meninos. Uma de suas características é que ela tem uma grande aversão a fofura e coisas muito femininas, principalmente da My Melody, muitas vezes tentando evitar contato com ela. Mesmo assim sempre está por perto para ajudar suas amigas Uta e Miki.
- Kakeru Kogure - O melhor amigo menino de Uta. Foi apresentado na série como um menino que frequentemente implicava com Uta e desconhecia da existência de My Melody. Quando ele conheceu Flat e se tornou o parceiro humano dele, passou a acompanhar Uta e suas amigas nas missões contra Kuromi. No decorrer da série ele passa a demonstrar interesses por Uta. É frequentemente referido por Kogure.
- Koto Yumeno - A irmã mais nova de Uta e Kanade. Possui 10 anos e é a mais nova do grupo. Muitas vezes ajuda sua irmã nas missões contra Kuromi. Tem dois amigos na sua classe de esportes: Masahiro Nakazawa	e Ryou Ohta, demonstrando também interesse por Nakazawa.
- Kanade Yumeno - A irmã mais velha de Uta e Koto. Possui 17 anos e é a mais velha do grupo. É uma jovem bastante popular na sua classe que se importa com moda e maquiagem. Algumas vezes costuma se desentender com suas irmãs mais novas. No decorrer da série ela passa a namorar Daisuke Kikuchi.
- Masahiko Yumeno - O pai viúvo de Uta, Koto e Kanade. É um homem trabalhador que muitas vezes passa pouco tempo em casa, meio atrapalhado e pouco esperto, mas mesmo assim ama suas filhas. Desconhecia a existência de My Melody nos primeiros episódios até virar alvo de Kuromi.
- Keiichi Hiragii - O principal antagonista da primeira temporada. Um aluno rico do colegial que estuda na escola de Uta e é conhecido por ser um ótimo violinista (também sendo fortemente educado em várias outras áreas), além de ser alvo de interesse amoroso das garotas da escola, principalmente Uta. Quando se encontrou com Kuromi no segundo episódio ele acabou por ser escolhido pelo Melody Bow o que acabou por fazer com que Kuromi e Baku passassem a se residir com ele na sua mansão escondidos de My Melody. Ele ordena para que Kuromi complete sua missão em reunir todas as 100 notas pretas para conseguir o poder das trevas.
- Juuzou Shiroyama - Um dos meninos da classe de Uta. Gordinho e sempre de olhos fechados, é obcecado por fofura e pela My Melody desde que foi usado pela mesma em um dos primeiros episódios para derrotar a magia da Kuromi. Já chegou a ser alvo de Kuromi duas vezes, ambas relacionadas com sua obsessão pela fofura da My Melody chegando a gerar várias notas pretas para Kuromi em satisfação. Foi um dos primeiros humanos a descobrir a existência da My Melody.

### Habitantes de Mary Land
- My Melody - É a protagonista da série, uma coelha de Mary Land que veste uma touca rosa. Ingênua, inocente e doce ela foi confiada pelo rei de Mary Land a trazer Kumori de volta depois dos guardas acreditarem que ela tinha ajudado-a a escapar para o mundo humano. Juntamente com Kuromi elas são as únicas capazes de usar magia. Carrega consigo o Melody Takt capaz de invocar um adesivo capaz de dar vida a seres inanimados (bonecos, estátuas, ou habitantes de Mary Land quando inconscientes) para usar a seu favor afim de desfazer as maldições de Kuromi e também doces para fazer os objetos voltarem ao normal. Ela tem a capacidade de incentivar o objeto que ela dá vida a usar sua habilidades ao máximo toda vez que fala "Onegai" (Por Favor). Toda vez que ela ajuda uma pessoa a escapar das maldições criadas por Kuromi ela é recompensada com uma Nota Rosa que ela sempre guarda na Melody Box. Tem como principal parceira Uta Yumeno e reside na cada dela durante toda a série. Normalmente é referida apenas como "My Melo" pelos personagens.
- Kuromi - A principal vilã da série. Uma coelha similar a My Melody, porém com uma touca preta que possui uma caveira rosa estampada (cujos olhos se mexem) e um rabo preto de diabinho. Detesta My Melody por diversos motivos carregando sempre consigo um caderno de notas onde ela escreve para sempre se lembrar de todas as coisas ruins (na interpretação dela) que a My Melody fez contra ela. Tem uma personalidade bastante rebelde, agressiva, imatura, mas também atrapalhada. Tem como único amigo Baku, que frequentemente acompanha e serve de montaria para ela ajudando-a a voar e se deslocar. Carrega consigo a Melody Key, um artefato roubado de Mary Land que pode ser usado para realizar os sonhos de qualquer pessoa e ela usa ele na ambição de poder jogar feitiços nas pessoas em troca de receber Notas Pretas na esperança de poder coletar 100 delas para ter sua vingança contra My Melody. No mundo humano reside na mansão de Keiichi Hiiragi passando a servi-lo depois do Melody Bow ter sido atraído para posse dele. Assim como Uta ela demonstra um amor platônico por Hiiragi.
- Baku - O parceiro de vilania de Kuromi. Uma anta roxa que sempre acompanha a ajuda Kuromi na sua meta de adquirir todas as 100 Notas Pretas amaldiçoando pessoas com sonhos. Conheceu Kuromi quando eles estavam presos no palácio do rei de Mary Land um pouco antes de escaparem com a Melody Key e o Melody Bow. Ele é capaz de farejar pessoas que possuem sonhos e também engolir as Notas Pretas as armazenando dentro de si. Além disso também é capaz de voar esticando suas orelhas as usando como asas e servindo como montaria para Kuromi carregando-a pelos céus. Frequentemente é alvo de socos e agressões de Kuromi e atura seu comportamento explosivo. Tem inveja de Hiiragi por ele facilmente conquistar o coração das garotas.
- Flat - Um rato azul que é o melhor amigo de Mary Land de My Melody. Tinha poucas aparições nos primeiros episódios até se tornar um personagem regular ao conhecer Kogure que passou a ser seu parceiro humano. Diferente de My Melody tende a ser mais centrado na missão em querer levar Kuromi de volta a Mary Land. Adora comer pipoca.
- Piano - Uma ovelha com lã rosa. Depois de Flat ela é a segunda melhor amiga de My Melody em Mary Land. Ao contrário dos outros personagens é incapaz de falar e apenas bale embora os personagens pareçam entender o que ela diz.

## Música
A música em todas as quatro séries foram compostas por Cher Watanabe, que compôs a banda sonora do anime Maken-ki! e mais tarde trabalhou para produzir a banda sonora de Jewelpet Kira☆Deco!. Uma das músicas foi Shiawase no Hane.

## Canções-tema

### Onegai My Melody
Tema de Abertura
- Oto Melody (オトメロディー, Otomerodī)
  - Letras: Hiroshi Yamada
  - Composição: Cher Watanabe
  - Arranjos: Cher Watanabe
  - Artista: Mikako Takahashi (Interchannel)

Tema de Encerramento
- My Dream! My Melody (マイドリーム!マイメロディ, Maidorīmu! Maimerodi) (Episódios 1-28)
  - Letras: Hideyuki Takahashi
  - Composição: Morihiro Suzuki
  - Arranjos: Morihiro Suzuki
  - Artista: MY MELODIES

- Power of Dreams (夢見るチカラ, Yumemiru Chikara) (Episódios 29-52)
  - Letras: Hideyuki Takahashi
  - Composição: Morihiro Suzuki
  - Arranjos: Morihiro Suzuki
  - Artista: MY MELODIES

### Onegai My Melody ~Kuru Kuru Shuffle!~
Tema de Abertura
- Love♥is Coming (コイ♥クル, Koi ♥ Kuru)
  - Letras: Hiroshi Yamada
  - Composição: Cher Watanabe
  - Arranjos: Cher Watanabe
  - Artista: Marina Kuroki (Index Music)

Tema de Encerramento
- Hare☆Sora (ハレ☆ソラ, Hare ☆ Sora) (Episódios 1-27)
  - Letras: Hideyuki Takahashi
  - Composição: Morihiro Suzuki
  - Arranjos: Morihiro Suzuki
  - Artista: MY MELODIES (Index Music)

- kuru kuru kuru (Episódio 28)
  - Letras: Binzu Mameda
  - Composição: Mari Konishi
  - Arranjos: Mari Konishi
  - Artista: Rei Sakuma

- I Am Rabbit Ear Mask (おれはウサミミ仮面, Ore wa usamimi kamen) (Episódio 29)
  - Artista: Ryōtarō Okiayu

- Dream! Dream! Dream! (ドリーム!ドリーム!ドリーム!, Dorīmu! Dorīmu! Dorīmu!) (Episódio 30)
  - Artista: Uta Yumeno e as Dream Defense Girls

- Romi's Dream (ロミーの夢, Romī no yume) (Episódio 31)
  - Letras: Hiroshi Yamada
  - Composição: Cher Watanabe
  - Arranjos: Cher Watanabe
  - Artista: Takeuchi Junko

- Let's Hold Hands (手をつなごう, Tewotsunagō) (Episódios 32-52)
  - Letras: Hideyuki Takahashi
  - Composição: Morihiro Suzuki
  - Arranjos: Morihiro Suzuki
  - Artista: MY MELODIES (Index Music)

### Onegai My Melody Sukkiri♪
Tema de Abertura
- Kirikirisuu (キリキリスー, Kirikirisū) (Episódios 1-27)
  - Letras: Hiroshi Yamada
  - Composição: Cher Watanabe
  - Arranjos: Cher Watanabe
  - Artista: Marina Kuroki (Index Music)

- Chu☆Please My Melody (Chu☆おねがいマイメロディ, Chu☆Onegai mai merodi) (Episódios 28-52)
  - Letras: t@28
  - Composição: Cher Watanabe
  - Arranjos: Cher Watanabe
  - Artista: Nanakana

Tema de Encerramento
- Cheek Chu♡Chu♡ (ほっぺにChu♡Chu♡, Hoppeni Chu♡Chu♡) (Episódios 1-27)
  - Letras: Nagae Kuwahara
  - Composição: corin.
  - Arranjos: corin.
  - Artista: Nanakana

- Power of Dreams (夢見るチカラ, Yumemiru Chikara) (Episódios-29-52)
  - Letras: Hiroshi Saito
  - Composição: Shintaro Itou
  - Arranjos: Shintaro Itou
  - Artista: MY MELODIES

### Onegai My Melody Kirara★
Tema de Abertura
- Glitter Sparkle★彡 (きらきらキララ★彡, [Kira Kira Kirara ★彡] Erro: {{japonês}}: texto da transliteração contém caractere não latino (pos 19) (ajuda))
  - Letras: Takashi Ifukube
  - Composição: Seiichiro "Ruffin" Sugiura
  - Arranjos: Seiichiro "Ruffin" Sugiura
  - Artista: Yuka Uchiyae

Tema de Encerramento
- Jumping to the Starry Skies (星空ハヤトチリ, Hoshizora hayatochiri) (Episódios 1-27)
  - Letras: Takashi Ifukube
  - Composição: Seiichiro "Ruffin" Sugiura
  - Arranjos: Seiichiro "Ruffin" Sugiura
  - Artista: Yuka Uchiyae

- Space (Star) Flamenco (宇宙(ほし)のフラメンコ, Uchū (hoshi) no furamenko) (Episódios 28-51)
  - Letras: UZA
  - Composição: UZA
  - Arranjos: ROUND4
  - Artista: Junko Takeuchi, Kōki Miyata e Izumi Kitta

- Let's Hold Hands (手をつなごう, Tewotsunagō) (Episódios 52)
  - Letras: Hideyuki Takahashi
  - Composição: Cher Watanabe
  - Arranjos: Cher Watanabe
  - Artista: Friends of Mary Land

## Sequências
Quatro sequências oficiais foram produzidas e cada coincidiram com seus respectivos arcos da história. A primeira sequência, Onegai My Melody ~KuruKuru Shuffle!~ (おねがいマイメロディ 〜くるくるシャッフル!〜, Onegai mai merodi 〜Kurukuru shaffuru!〜, lit. Por Favor Minha Melodia 〜 Girar em Torno Aleatório!〜) entre 2 de abril de 2006 até 23 de março de 2007. A segunda sequência, Onegai My Melody Sukkiri♪ (おねがいマイメロディ すっきり♪, Onegai mai merodi Sukkiri♪, lit. Por Favor Minha Melodia Claro♪) entre 1 de abril de 2007 até 24 de março de 2008 como um segmento para o show Anime Lobby.
Essa série foi seguida por uma terceira e última sequência, Onegai♪My Melody Kirara★ (おねがい♪マイメロディ きららっ★, Onegai♪mai merodi Kirara★, lit. Por Favor♪Minha Melodia Cintilante★), entre 6 de abril de 2008 até 29 de março de 2009. antes de ser substituída por Jewelpet na programação.
Em 5 de fevereiro de 2012, Sanrio anunciou o filme chamado Onegai My Melody: Yū & Ai estava em obras e seria lançado junto com o primeiro filme Jewelpet, Jewelpet the Movie: Sweets Dance Princess como uma dupla característica.
Uma light-novel  Onegai♪My Melody High School~ (おねがい♪マイメロディ はいすく～る, Onegai♪mai merodi Hai sukuru~, lit. Por Favor♪Minha Melodia no Colegial~), serve como uma continuação da franquia, e foi lançada pela PHP Interface sob a etiqueta Smash em 8 de março de 2013.

## Recepção
Embora a série não foi ao ar no Brasil, Onegai My Melody foi recebida positivamente pelos fãs e conquistaram uma boa base de fãs junto com os fãs da Sanrio, considerando toda a série como a melhor adaptação do anime da franquia onde a personagem foi baseada. Em 11 de dezembro de 2011, nos Estados Unidos a distribuidora Funimation Entertainment criou um fórum em seu site para medir o interesse do consumidor em aquisições de anime. Um título que estava sendo solicitado foi a primeira série Onegai My Melody.